# ゲームス
有限会社ゲームス（GAMES VIDEO PRODUCTION）は、日本のゲイビデオメーカーである。本社は大阪市北区豊崎。G@MESという商標で知られている。

## 概要
ゲームスは2001年頃に設立され、毎月コンスタントに2タイトル程度の作品を発売し、現在あるゲイビデオメーカーの中では人気があるメーカーの一つとして知られる。
体育会系専門メーカーであり、10代から30代前半くらいまでの筋肉質なモデルを多く起用しているのが特徴である。男女のカラミについても、いち早く取り入れて好評を博している。
インターネットによる動画配信サイト「HUNK CHANNEL」も運営されている。

## ブランド名一覧

### WILD GAMES
体育会系のモデルによる、男同士のアナルセックスが中心。
＜シリーズ化されている作品＞
- 体育会Yeaah!
- ノンケ喰い日記～こんなに食べちゃいました！
- リーマンシリーズ（純情、色情、劣情、発情など）
- 男獄
- HUNK WORKS
- 泥酔わいせつ
- 凄筋人
- 極タチ
- Seifuku
- 筋肉族
- 爆裂アナル
- SUPER BRAVO!
- FINAL FUCK
- 獣王
- 剛腕マッチョ

上記のもののほか、単発物のビデオも多数ある。
一部のビデオは価格改定版としてリニューアルされる場合がある。

### 裏G@MES
同じゲイビデオメーカーであるコートコーポレーションがいち早く取り入れ人気となった男女の絡みを中心に取り扱う。
- のぞき ～ノンケの本気～
- 続・のぞき ノンケ激盗撮
- 続のぞき 新・ノンケ激盗撮
- ノンケ激盗撮

### Virtual G
モデルとバーチャルデートをする内容。序盤はモデルとの会話が中心で、後半は絡みで構成されている。「virtual HOST～マリンアイランド編～」（2007年発売）など、デート相手を複数モデルから選べる作品もある。
- バーチャルデート
- virtual HOST
- バーチャルハッテンバ

### かつて存在したブランド
動画配信サイトから配信はされている。

#### style
サーファーや雑誌モデルなど、筋肉質から普通体型までの今風イケメンモデルが中心のブランド。
wildと比較して単発物が多い。2006年を最後に制作されていない。

#### suit style
イケメンリーマンによるシチュエーションを重視したブランド。3作だけ出て、打ち切り。